# Xanthorhoe implicata
Xanthorhoe implicata är en fjärilsart som beskrevs av Charles Joseph de Villers 1789. Xanthorhoe implicata ingår i släktet Xanthorhoe och familjen mätare. Inga underarter finns listade i Catalogue of Life.